# Jan Stefan Dworak
Jan Stefan Dworak (ur. 10 grudnia 1899 w Nowym Bytomiu (niem. Friedenshütte), zm. 4 grudnia 1986 w Rudzie Śląskiej) – polski i śląski historyk, urzędnik.
Urodził się 10 grudnia 1899 roku w rodzinie rzemieślniczej. Jego ojciec był kowalem.
Uczestnik I powstania śląskiego i jeden z sekretarzy Polskiego Komisariatu Plebiscytowego. Po przyłączeniu w roku 1922 Nowego Bytomia do Polski powołany został na sekretarza urzędu gminy.
W roku 1923 rozpoczął badania nad dziejami Nowego Bytomia i sąsiednich miejscowości.
W czasie II wojny światowej wyjechał z Górnego Śląska do Krakowa. Po wojnie powrócił do Nowego Bytomia, gdzie objął stanowisko wiceburmistrza. W czasach stalinizmu ponownie opuścił rodzinną miejscowość. Następnie wrócił na stałe do Nowego Bytomia, podjął pracę w szkole, działał społecznie oraz kontynuował prace badawcze, których efektem było ponad czterdzieści opracowań historycznych dotyczących historii Rudy Śląskiej i jej słynnych mieszkańców.
Zmarł 4 grudnia 1986 roku Rudzie Śląskiej i tam został pochowany.

## Upamiętnienie
- Ulica Jana Stefana Dworaka w Rudzie Śląskiej[1]
- Szkoła Podstawowa nr.22 im. Jana S. Dworaka w Rudzie Śląskiej[2]
- Nagroda im. Wojciecha Korfantego nadana w roku 1994 przez Związek Górnośląski[3]